# Новий Карткісяк
Новий Карткіся́к (рос. Новый Карткисяк, башк. Яңы Ҡарткиҫәк) — присілок у складі Аскінського району Башкортостану, Росія. Входить до складу Євбуляцької сільської ради.
Населення — 86 осіб (2010; 101 у 2002).
Національний склад:
- башкири — 46 %
- росіяни — 41 %